# Michenera
Michenera is een geslacht van schimmels behorend tot de familie Corticiaceae.

## Soorten
Volgens Index Fungorum is bevat het geslacht geen soorten, omdat deze allemaal naar andere geslachten zijn heringedeeld.